# Menhir du Boivre
Le menhir du Boivre est un menhir situé à Saint-Brevin-les-Pins, dans le département de la Loire-Atlantique.

## Historique
Le menhir est inscrit au titre des monuments historiques en 1980.

## Description
Le menhir, de forme pyramidale, mesure 3,80 m de haut, 3 m de large à la base, pour une épaisseur de 1 m.